# Monastero di Gangchen
Il monastero di Gangchen è un antico e importante monastero buddhista tibetano fondato nel XV secolo da Panchen Zangpo Tashi, una delle precedenti incarnazioni di Gangchen Tulku Rinpoche e studente di Gendün Drup, il primo Dalai Lama. Il monastero si trova a Shigatse nel Tibet centrale e custodisce preziosi testi di insegnamenti tantrici.

## Storia
La piccola città di Gangchen si trova in una delle zone più aride del Tibet. Lì sorge un pozzo la cui sorgente, secondo la leggenda, fu miracolosamente fatta sgorgare dalle rocce da Panchen Zangpo Tashi stesso.
Sotto la cura e la guida di vari abati, il monastero di Gangchen prosperò in una comunità monastica di 350 monaci fino al 1959, quando il monastero fu distrutto durante la Grande rivoluzione culturale. Negli anni successivi, Gangchen Tulku Rinpoche impiegò tempo ed energie per raccogliere donazioni sia in Occidente che in Oriente allo scopo di ricostruire il monastero; tali lavori di ricostruzione iniziarono intorno agli anni novanta e a oggi è possibile visitare, di nuovo, il luogo di culto.

## Struttura
La rinascita del monastero di Gangchen fu compiuta con il solo intento di perpetuare l'antica conoscenza buddhista attraverso lo studio e la pratica. La popolazione locale, il Sangha del monastero di Tashi Lhunpo e un gruppo di esperti edili della vicina città di Shigatse contribuirono con la loro energia e il loro tempo a ricostruire il monastero. In questo modo, la ricostruzione progredì ad una velocità sorprendente.
L'edificio principale ha quattro piani ed è costruito sia in pietra che in legno. Le pareti esterne furono dipinte col tradizionale colore bordeaux e le finestre furono decorate con disegni ornamentali sacri. L'interno della sala di preghiera è costituita da dipinti murali tra i quali sono rappresentati episodi della vita di Buddha Shakyamuni e contiene thangke dei grandi maestri del passato.
Una delle cappelle del monastero ospita una grande statua del Buddha Shakyamuni alta due piani. Fu consacrata e riempito di preziose sostanze da Gangchen Rinpoche e dal giovane Lama Michel Rinpoche nonché da un giovane Panchen Otrul Rinpoche.
Una volta completato il restauro, il monastero fu consacrato da Gangchen Tulku Rinpoche, al quale fu dedicata la costruzione di uno stupa di lunga vita.